# Габриела
Габриела е женско еврейско име Gabriella גבריאל, разновидност на Гавраил, което означава „Високо поставен ангел“, тоест ангел, който стои близо до бога. Означава също и „Божия крепост“. Името е разпространено предимно в Италия, Испания, Португалия, Франция и Великобритания, където се използват няколко варианта на изписване и изговарянето му, в това число и умалителна форма: Gabriela, Gabbriella, Gabrielina, Gabriele, Gabri, Lella. В България се използва предимно умалителното име Габи. На 26.03 всички носещи името Габриела, Габриел, Габи, Гавраил, Гавраила празнуват имен ден. Името се свързва с това на архангел Гавраил-един от приближените до Бог архангели. Именно Гавраил е изпратен при Светата Дева Мария да и съобщи благата вест, че тя ще роди Исус Христос.
Габриела е третото най-често използвано име за родените в България момичета през 2007 – 2009 година (1,89%).

## Известни жени носещи името
- Габриела Мистрал – чилийска поетеса и дипломат, първата латиноамериканска носителка на Нобелова награда за литература
- Габриела Сабатини – аржентинска тенисистка
- Габриела Сабо – унгарска състезателка в четириместен каяк
- Габриела Спаник – венецуелската актриса и певица
- Габриела Цанева – българска писателка
- Габриела Коневска – политик от Република Македония
- Габриела – българска попфолк певица